# Nueva Zelanda Primero
Nueva Zelanda Primero (en inglés New Zealand First) es un partido político de Nueva Zelanda, creado en 1993. Su ideología es populista y nacionalista. Su fundador, Winston Peters, es el líder del partido y su figura más destacada.
En su primera participación electoral, en las elecciones generales de 1993, obtuvo dos diputados, siendo el cuarto partido más votado. En las elecciones de 1996, con un sistema electoral nuevo que favorecía a los partidos pequeños, Nueva Zelanda Primero consiguió 17 escaños y se convirtió en la tercera fuerza política del país. En las siguientes elecciones, de 1999, sufrió un gran retroceso, con solo cinco escaños fue el sexto partido más votado, por detrás del Partido Verde de Aotearoa Nueva Zelanda y ACT Nueva Zelanda. En 2002 el partido se recuperó, volviendo a ser la tercera fuerza más votada y consiguiendo 13 escaños. En las elecciones de 2005, volvió a caer, quedándose con siete escaños en la Cámara de Representantes. Sin embargo, formó parte del gobierno de coalición de Helen Clark, junto al Partido Laborista, el Partido Progresista y Futuro Unido. En las siguientes elecciones de 2008 no obtuvo ningún diputado. En las de 2011 ocho diputados, once en las de 2014 y nueve en las de 2017; este último año pasó a formar parte del gobierno de coalición liderado por la laborista Jacinda Ardern, hasta perder su representación parlamentaria en los comicios de 2020.

## Ideología
En el centro de las políticas de Nueva Zelanda Primero están sus "Quince Principios Fundamentales"; el primero es "poner a Nueva Zelanda y los neozelandeses primero". Se hacen eco en gran medida de las políticas que Winston Peters, el fundador del partido, ha defendido durante su carrera. NZ Primero busca "promover y proteger las costumbres, tradiciones y valores de todos los neozelandeses". Los comentaristas han descrito al partido, y al propio Peters, como nacionalista.
En lugar de definir la posición precisa del partido en el espectro político de izquierda a derecha, los comentaristas políticos simplemente etiquetan a Nueva Zelanda Primero como populista. El partido ha abogado durante mucho tiempo por la democracia directa en forma de "referéndums vinculantes iniciados por ciudadanos", para crear "una democracia que sea del pueblo y para el pueblo", mientras que obliga al gobierno a aceptar voluntad del pueblo". Peters también ha utilizado retórica antisistema y anti-élite, como criticar lo que él considera como la "élite intelectualmente arrogante en el gobierno y los círculos burocráticos".

### Políticas sociales
El partido ha estado estrechamente asociado con sus políticas con respecto al bienestar de las personas mayores y su postura contra la inmigración. El partido ha criticado con frecuencia la inmigración por motivos económicos, sociales y culturales. Propone un límite anual de inmigración de entre 7.000 y 15.000 migrantes "seriamente calificados", de quienes se espera que se asimilen a la cultura de Nueva Zelanda.

## Resultados electorales

### Parlamento
| Elección | Candidatos nominados (electorado/lista) | Votos   | %      | Escaños | Resultado            |
| -------- | --------------------------------------- | ------- | ------ | ------- | -------------------- |
| 1993     | 84/0                                    | 161.481 | 8,40%  | 2/99    | Oposición            |
| 1996     | 65/62                                   | 276.603 | 13,35% | 17/120  | Gobierno (coalición) |
| 1999     | 67/40                                   | 87.926  | 4,26%  | 5/120   | Grupo mixto          |
| 2002     | 24/22                                   | 210.912 | 10,38% | 13/120  | Grupo mixto          |
| 2005     | 40/40                                   | 130.115 | 5,72%  | 7/121   | Apoyo externo        |
| 2008     | 22/22                                   | 95.356  | 4,07%  | 0/122   | Extraparlamentario   |
| 2011     | 32/33                                   | 147.544 | 6,59%  | 8/121   | Oposición            |
| 2014     | 31/31                                   | 208.300 | 8,66%  | 11/121  | Oposición            |
| 2017     | 56/57                                   | 186.706 | 7,20%  | 9/120   | Gobierno (coalición) |
| 2020     | 27/28                                   | 75.021  | 2,60%  | 0/120   | Extraparlamentario   |
| 2023     | 34/35                                   | 145.649 | 6,46%  | 8/120   | Gobierno (coalición) |